# Polystichum underwoodii
Polystichum underwoodii är en träjonväxtart som beskrevs av William Ralph Maxon. Polystichum underwoodii ingår i släktet Polystichum och familjen Dryopteridaceae. Inga underarter finns listade.